# Bolbocerosoma bruneri
Bolbocerosoma bruneri är en skalbaggsart som beskrevs av Dawson och Mccolloch 1924. Bolbocerosoma bruneri ingår i släktet Bolbocerosoma och familjen Bolboceratidae. Inga underarter finns listade.